# Spent the Day in Bed
Spent the Day in Bed è un singolo del cantautore britannico Morrissey, pubblicato il 19 settembre 2017 come primo estratto dall'undicesimo album in studio Low in High School.
Il singolo è stato pubblicato in versione download digitale dalla BMG.

## Descrizione
Prodotto da Joe Chiccarelli, il brano è stato registrato in Francia, negli studi La Fabrique di Saint-Rémy-de-Provence. con l'ausilio della band che solitamente accompagna Morrissey nei concerti dal vivo. L'annuncio dell'uscita del singolo è stata data, dallo stesso artista, tramite il primo post sul nuovo account Twitter.

## Video musicale
Il videoclip, diretto da Sophie Muller, è ambientato nei locali del Peckham Liberal Club, storica associazione londinese, e vede protagonisti, oltre allo stesso Morrissey, il performer David Hoyle e l'ex calciatore inglese Joey Barton (recentemente squalificato dalla FA per cattiva condotta). Nel video, Barton, spinge una sedia a rotelle su cui è seduto Morrissey, trasportandolo all'interno del club dove il cantante interpreta il brano accompagnato dalla sua band.

## Tracce
1. Spent the Day in Bed – 3:31

## Formazione
- Morrissey – voce
- Boz Boorer – chitarra
- Jesse Tobias – chitarra
- Mando Lopez – basso
- Matt Walker – batteria
- Gustavo Manzur – tastiere, cori